# Grosser Solstein
Grosser Solstein är ett berg i Österrike.   Det ligger i distriktet Innsbruck-Land och förbundslandet Tyrolen, i den västra delen av landet, 400 km väster om huvudstaden Wien. Toppen på Grosser Solstein är 2 261 meter över havet.
Terrängen runt Grosser Solstein är bergig norrut, men söderut är den kuperad. Runt Grosser Solstein är det ganska tätbefolkat, med 185 invånare per kvadratkilometer.. Närmaste större samhälle är Innsbruck, 8,2 km sydost om Grosser Solstein. 
I omgivningarna runt Grosser Solstein växer i huvudsak blandskog.